# Autostrada A844 (Franța)
Autostrada A844 este o scurtă autostradă franceză, care corespunde Bulevardului Periferic Nord din Nantes, între Porte de Gesvres și Porte d'Orvault.
Aceasta este administrată de DIR Ouest și Cofiroute. Utilizarea sa este gratuită.
Această autostradă își datorează statutul doar poziției sale pe axa Paris - Nantes - Saint-Nazaire.
Dimineața și seara, la orele de vârf, această porțiune a centurii este adesea saturată din cauza rolului său de centură de ocolire și de legătură între RN165 și autostrada A11.

## Puneri în funcțiune
- 04.05.1977: Secțiunea Porte de Rennes - Porte d'Orvault (RN137 - A82), (primul carosabil)
- 17.12.1992: Secțiunea Porte de Rennes - Porte d'Orvault (RN137 - A82), (al doilea carosabil)
- 17.12.1992: Secțiunea Porte de Gesvres - Porte de Rennes (A11 - RN137)

## Lărgiri
- 19.06.2020: Secțiunea Porte de Rennes - Porte d'Orvault (RN137 - A82), (lărgire la 3 benzi pe carosabilul exterior)
- 03.07.2020: Secțiunea Porte de Rennes - Porte d'Orvault (RN137 - A82), (lărgire la 3 benzi pe carosabilul interior)

## Regiune
- Pays de la Loire

## Departament
- Loire-Atlantique

## Traseu
| De la A11 la RN137; secțiune gratuită concesionată către Cofiroute.               | |           |
| A11 E60                                                                           | |           |
| 38 - Colombey-les-Belles                                                          | Nod rutier între A11, RN844 și A844: Poitiers, Angers (RN844); Paris, Angers (A11).                                       | A11 RN844 |
| A844 E60                                                                          | |           |
| 37 - Porte de Rennes                                                              | Nod rutier între RN137 și A844: Rennes, Châteaubriant, Orvault-Grand-Val.                                                 | RN137     |
| De la RN137 la A82; secțiune gratuită, neconcesionată, administrată de DIR Ouest. | |           |
|                                                                                   | Limitare la 90 km/h (sens Angers > Vannes).                                                                               |           |
| A844 E60                                                                          | |           |
| 36 - Porte d'Orvault                                                              | Nod rutier între A82, RN844 și A844: Vannes, Saint-Nazaire, Savenay, Noirmoutier-en-l'Île, Bordeaux (nod rutier parțial). | A82 RN844 |
| A82 E60                                                                           | |           |